# 麻雀刺客
『麻雀刺客』（まーじゃんしかく）は、日本物産が開発、発売した脱衣麻雀ゲーム。1988年7月、アーケードゲームとしてリリース。
1990年にはMSX2にも移植されている。

## 作品概要
本作はアニメ調のヒロインが登場する脱衣麻雀であり、ヒロインのデザインが既存のアニメキャラクターと酷似していることで知られている。発売当時、脱衣麻雀ゲームの世界では実写もの（アイドル画像取り込み）や劇画タッチの絵柄の作品が多かったが、本作以降、アニメ絵の作品も多く出るようになり、アニパロものの脱衣麻雀という新ジャンルを開拓した。
商業ベースでのアニパロであったことと、キャラクター絵があまりにも原作と似すぎていることから、著作権上危険な作品とされている。なお、本作と同年に発売された『麻雀刺客外伝 花のももこ組』はアニパロの要素がほとんどない。
1990年2月1日に、外伝作品『麻雀刺客列伝 麻雀ウォーズ』がPCエンジン用ソフトとして発売された。

### ストーリー
プレイヤーは最強の雀士と呼ばれているが、裏の麻雀界は、プレイヤーの運と腕を狙っている。プレイヤーが表の麻雀界で生きていくには、裏の麻雀界から送られてくる麻雀刺客を倒さなければならない。プレイヤーがデートをしているその日、麻雀刺客が次々と現れる。

### ゲームシステム
- 二人打ち、アリアリ、ウラあり、槓ドラあり、槓ウラあり。
- 平和、自摸複合は無し。嶺上直後に捨てた牌で相手がロンした場合は、上がった側に（槓ブリの役名ではなく）嶺上開花が付く。
- イカサマ技あり。
- 1局目は対戦相手が親、2局目以降は前局上がった側が親、子の場風はサイコロによって決まる。そのため、自風牌が西や北の場合もある。

- 同一対戦相手から3回上がれば、倒した扱いとなる。3連続である必要はない。
- 最初の持ち点（対戦相手ごとに1,500点にリセットされる）＋合計加失点が0点以下になればゲームオーバー。
- ラストボスを討伐後、一人目の対戦相手からループする。

### 登場キャラクター
らん真里
一人目の対戦相手。通称「ハコ点のランマ」。デートで訪れた店のウエイトレス。モチーフは女らんま。
鮎本まどか
二人目の対戦相手。通称「サイコロのまどか」。不良っぽい性格の高校生。デートコースの遊園地で遭遇する。モチーフは鮎川まどか。
ナウシーカ・ヤノ
三人目の対戦相手。通称「万棒のナウシーカ」。主人公が夕暮れの海で出会った外人。モチーフは『風の谷のナウシカ』のヒロイン。
高中真美
四人目の対戦相手。通称「点棒のマミ」。マジシャン。里見えみと一緒にディナーの最中に登場して「マジカルペアー」を名乗る。モチーフは『魔法の天使クリィミーマミ』のヒロインの変身態。
里見えみ
四人目の対戦相手。通称「マット使いのエミ」。マジシャン。高中真美と一緒にディナーの最中に登場して「マジカルペアー」を名乗る。モチーフは『魔法のスターマジカルエミ』のヒロインの変身態。
水上らむ
五人目の対戦相手。アーケード版ではラストボスとなる。通称「殺人牌のラム」。主人公が出会ったOLで、実はデートの相手が麻雀刺客だった。モチーフはラム。
桃里美
ゲームシステムを解説する女の子。MSX2版では対戦相手、真のラストボスとなる。通称「雀卓がえしのモモ」。モチーフは『魔法のプリンセス ミンキーモモ』のヒロイン。
（主にによる）

### 脱衣シーン
ゲームシステム節に記載の通り、同一対戦相手から3回上がれば倒した扱いとなる。対局中は、1回上がるごとに1枚、計3枚の脱衣シーンが設けられている。また、対戦相手を倒すと、AからDの4種類の中から行動を選択することができる。このうちA「みのがす」を選択すると、持ち点が増えるなど、次の対戦で有利な展開となる一方、脱衣シーンは見られない。一方、BからDは追加で1枚の脱衣シーンを見ることができる。

### イカサマ技
気迫パワー
ツモ / 鳴き選択待ちの状態でスタートボタンを使用することで発動し、有効牌をつもる可能性を高めることができる。一筒をつもることでパワーが得られ、最大8回分のパワーを溜めることができる。局や対戦相手間での持ち越しも可能。スタートボタンを複数回押すことで、一度に複数回分のパワーを使用する（有効牌をつもる可能性を、パワー1回分のときよりも上げる）ことも可能。最大4回分まで同時使用可能であるが、最大パワーであっても必ず有効牌 / 当たり牌をつもることができるわけではない。
通しパワー
捨て牌待ちの状態でスタートボタンを使用することで発動し、この順の捨て牌を強制的に通すことができる。当たり牌を見せずに捨てるという効果であるため、本当に当たり牌であったかはその場ではわからない。また、相手がリーチをかけていて通しパワーで通した牌が当たり牌であったとしても、相手のリーチが振聴（当たり牌見逃し）となるわけではない。一索をつもることでパワーが得られるが、溜めることはできない。また、局の持ち越しも不可であり、局開始ごとに0回にリセットされる。なお、通しパワーでは相手のツモ上がりを防ぐことはできない。

## 評価
ゲーム雑誌編集者・前田尋之の公式サイト「電脳世界のひみつ基地」においてライターの稲波は麻雀ゲームとしての完成度が高い点を評価し、みのがす選択肢がある点をユニークだと評価している。対局中の画面で、対戦相手が専用のグラフィックで表示されるのはおそらく本作が最初。